# Jean Châtel
Jean Châtel (1575 – Parigi, 29 dicembre 1594) fu un giovane uomo francese, noto per il suo tentativo di assassinare il re Enrico IV di Francia.

## Biografia

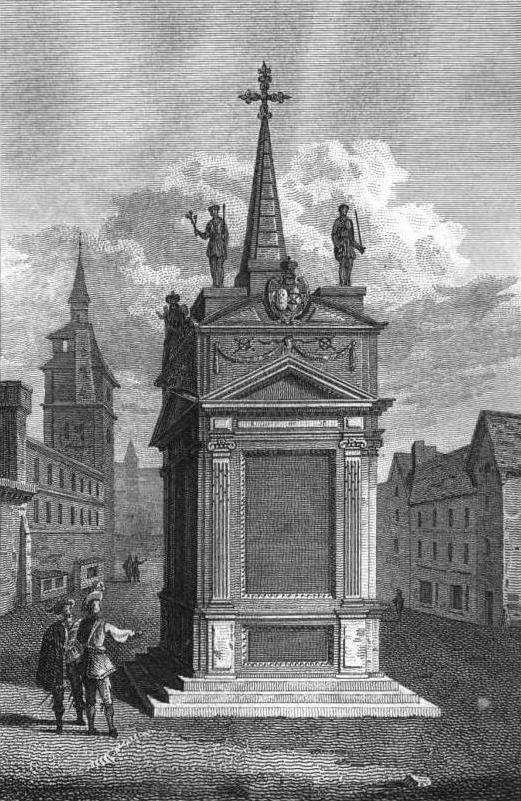
Piramide di Châtel

Figlio di un mercante di stoffe, Jean Châtel aveva solo 19 anni quando, il 27 dicembre 1594, riuscì a farsi ricevere nel palazzo di Gabrielle d'Estrées, in cui si trovava anche il re. Quando Enrico IV si chinò per aiutare ad alzarsi due funzionari che si erano inginocchiati davanti a lui, Châtel lo aggredì con un coltello, colpendolo sul labbro.
Attentando alla vita del re, del quale non riteneva sincera l'abiura, era persuaso di compiere una buona azione che avrebbe ridotto il suo tempo in purgatorio, come disse di aver appreso dai gesuiti. Enrico IV era incline all'indulgenza, ma il Parlamento giudicò diversamente.
Fu subito arrestato e condannato per il reato di lesa maestà: come prevedeva la legge, la mano con cui l'aspirante regicida aveva colpito il monarca venne bruciata con zolfo incendiato e piombo e cera fusi. Condannato alla pena di morte, venne giustiziato due giorni dopo, il 29 dicembre, tramite squartamento, ossia il supplizio che veniva applicato a chi attentasse alla vita del sovrano transalpino. Sebbene orribile, il suo calvario non raggiunse l'abominio di quello di Ravaillac.
La casa che suo padre aveva sull'Île de la Cité venne distrutta e rimpiazzata, nel 1595, da una "piramide" commemorativa, ma essa ebbe vita breve, poiché venne distrutta nel 1605, dopo il richiamo della compagnia di Gesù, in accordo alle disposizioni antigesuitiche che tale gesto prevedeva, e sostituita dalla "fontana dei Barnabiti".
Nel suo interrogatorio, Châtel rivelò di essere stato educato dai gesuiti del Collegio di Clermont (oggi Lycée Louis-le-Grand): dato il clima che si respirava all'epoca, con le guerre di religione ancora in corso, era inevitabile che i seguaci di Ignazio di Loyola furono accusati di essere i suoi mandanti.
Due dei suoi ex docenti, Padre Hay e Padre Guéret, furono esiliati. Essi furono particolarmente fortunati, giacché un terzo insegnante, padre Guignard, fu impiccato e bruciato sul rogo per il suo presunto coinvolgimento nella vicenda. Il Collegio di Clermont venne chiuso, l'edificio confiscato e i suoi mobili venduti all'asta. Addirittura si arrivò al bando dell'Ordine dei Gesuiti dalla Francia, ma, a seguito delle proteste del Papa, questo ordine venne rapidamente revocato.
La Lega cattolica ricordò Jean Châtel nel suo martirologio e il teologo Jean Boucher gli dedicò un'Apologia.